# Bill Mollison
Bruce Charles "Bill" Mollison, född 4 maj 1928 i Stanley, Tasmanien, död 24 september 2016 i Hobart, Tasmanien, var en australisk biolog, lärare och författare. Han uppfann konceptet permakultur och reste runt i Australien och världen för att sprida ett hållbart sätt att planera samhället.

## Biografi
Bill Mollison växte upp i den lilla fiskebyn Stanley nära nordvästra udden på Tasmanien. Vid 15 års ålder slutade han skolan och började arbeta i familjens bageri. De följande 10 åren arbetade han som fiskare, sjöman, skogshuggare, pälsjägare, och traktorförare.
1954 blev han anställd på ett forskningsinstitut för inventering av vilddjur och naturresurser. På 1960-talet arbetade han som intendent på Tasmaniens museum och som fältarbetare vid Inland Fisheries Service. 1966 började han studera biogeografi vid University of Tasmania
Efter examen stannade han vid universitetet, undervisade och utvecklade ämnet miljöpsykologi. Vid sidan av undervisningen forskade Mollison om Tasmaniens ursprungsfolk aboriginer och skrev tre avhandlingar om deras historia och genealogi. Tillsammans med studenten David Holmgren utvecklade han konceptet permakultur och de publicerade boken Permaculture One 1974.
År 1979 grundade han det första Permakulturinstitutet, lämnade universitetet och ägnade 30 år att resa runt i Australien och undervisa och träna studenter i Permakultur design-principer.

## Erkännande och eftermäle

### Priser och utmärkelser (urval)
Urval av priser och utmärkelser:
- 1981 – Right Livelihood Award (Sverige).[6]
- 1989 – Hedersmedlem av Schumacher Society (UK).[7]
- 1991 – Vavilovmedaljen och hedersmedlem av Russian Academy of Agricultural Science (Ryssland).[8]

- 1996 – Förvaltare av hållbart jordbruk,[a] (USA).

### Eftermäle
Bill Mollison grundade det första permakulturinstitutet 1979 med syftet att utbilda studenter för undervisning i design av hållbara system för jordbruk, trädgårdsodling, vattenförsörjning med mera. Hundratusentals elever har skapat ett världsomspännande nätverk för att föra permakulturkonceptet vidare så att människors basbehov kan tillgodoses.